# Gabriel Favale
Gabriel Favale (Tigre, 1967. július 19. –) argentin nemzetközi labdarúgó-játékvezető.

## Pályafutása

### Nemzeti játékvezetés
Játékvezetésből 1987-ben Tigerban vizsgázott. A Buenos Aires tartomány labdarúgó-szövetsége által üzemeltetett labdarúgó bajnokságokban kezdte sportszolgálatát. Az Argenti Labdarúgó-szövetség Játékvezető Bizottságának minősítésével (JB) 2000-től a Primera División játékvezetője. Küldési gyakorlat szerint rendszeres 4. bírói szolgálatot is végzett. A nemzeti játékvezetéstől 2012-ben visszavonult vissza. Primera División mérkőzéseinek száma: 231 (2001–2012).
| Időpont            | Helyszín                                    | Mérkőzés típusa                   | Mérkőzés                             | Eredmény | Nézők száma |
| ------------------ | ------------------------------------------- | --------------------------------- | ------------------------------------ | -------- | ----------- |
| 2000.              | Diego Armando Maradona Stadion, La Paternal | első Primera División mérkőzése   | Argentinos Juniors–Newell’s Old Boys |          |             |
| 2011. december 12. | La Bombonera Stadion, Buenos Aires          | utolsó Primera División mérkőzése | CA Boca Juniors–Newell's Old Boys    | 1 – 0    | 35 000      |

### Nemzetközi játékvezetés
Az Argentin labdarúgó-szövetség JB terjesztette fel nemzetközi játékvezetőnek, a Nemzetközi Labdarúgó-szövetség (FIFA) 2004-től tartotta nyilván bírói keretében. A FIFA JB központi nyelvei közül a spanyolt beszéli. Hazája neves bíróival, mint Horacio Elizondo, Héctor Baldassi egy időben szolgált, ami nem tette lehetővé számára a nagyobb nemzetközi tevékenységet. A CONMEBOL JB minősítésével 2. kategóriájú játékvezető. Több nemzetek közötti válogatott, valamint Copa Libertadores és Copa Sudamericana klubmérkőzést vezetett, vagy működő társának 4. bíróként segített. A  nemzetközi játékvezetéstől 2012-ben búcsúzott.

#### Nemzetközi kupamérkőzések
Vezetett kupadöntők száma: 1.

##### Recopa Sudamericana
| Időpont             | Helyszín                               | Mérkőzés típusa     | Mérkőzés                            | Eredmény | Nézők száma |
| ------------------- | -------------------------------------- | ------------------- | ----------------------------------- | -------- | ----------- |
| 2008. augusztus 13. | Presidente Perón Stadion, Buenos Aires | döntő első mérkőzés | Arsenal de Sarandí– CA Boca Juniors | 1 – 3    | 10 359      |